# Acromyrmex ambiguus
Acromyrmex ambiguus är en myrart som först beskrevs av Carlo Emery 1888.  Acromyrmex ambiguus ingår i släktet Acromyrmex och familjen myror. Inga underarter finns listade i Catalogue of Life.

## Bildgalleri

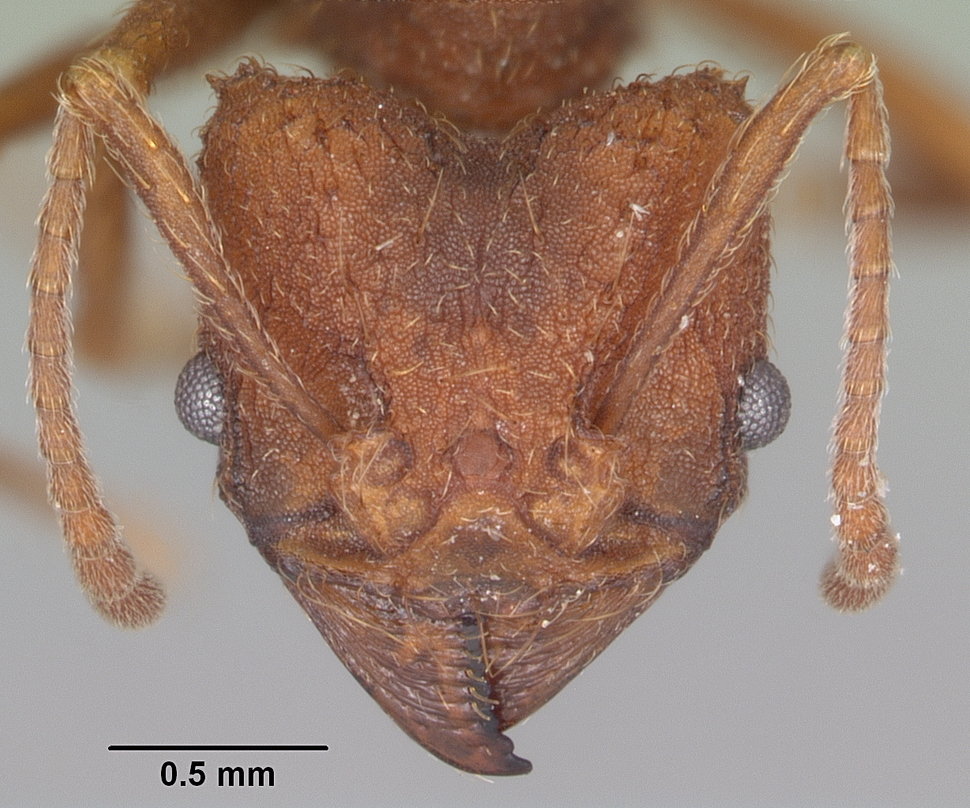